# Funktor
Funktor je v teoriji kategorij posebna vrsta preslikav med kategorijami. Funktorje si lahko predstavljamo kot homomorfizme med kategorijami oziroma kot morfizme v kategoriji majhnih kategorij.
Funktorje so najprej obravnavali v algebrski topologiji, kjer so algebrski objekti povezani v topološke prostore.
Izraz funktor je izposojen od v Nemčiji rojenega filozofa Rudolfa Carnapa (1891 – 1970), ki pa je izraz uporabljal v lingvističnem okolju.

## Definicija
Naj bosta {\displaystyle C\,} in {\displaystyle D\,} kategoriji. Funktor {\displaystyle F\,} iz {\displaystyle C\,} v {\displaystyle D\,} je preslikava 
,zuje vsak morfizem  {\displaystyle f:X\to Y\epsilon C\,} z morfizmom {\displaystyle F(f):F(X)\to f(Y)\epsilon D\,} tako, da veljata naslednji trditvi
- - {\displaystyle F(\mathrm {id} _{X})=\mathrm {id} _{F(X)}\,\!} za vsak objekt {\displaystyle F(X)\epsilon D\,}
  - {\displaystyle F(g\circ f)=F(g)\circ F(f)\,}za vse morfizme {\displaystyle f:X\rightarrow Y\,\!} in {\displaystyle g:Y\rightarrow Z.\,\!}.

To pa pomeni, da mora funktor ohranjati morfizem identičnosti in kompozitum morfizmov.

### Kovariantnost in kontravariantnost
Običajne funktorje imenujemo kovariantni funktorji. 
V matematiki je znanih več načinov izgrajevanja funktorjev za katere je značilno, da obrnejo morfizem ali pa obrnejo kompozitum. Te vrste funktorjev imenujemo kontravariantni funktorji. Če je {\displaystyle F\,} funktor iz {\displaystyle C\,} v  {\displaystyle D\,} kot preslikava za katero velja
zuje vsak morfizem  {\displaystyle f:X\to Y\epsilon C\,} z morfizmom {\displaystyle F(f):F(X)\to f(Y)\epsilon D\,} tako, da veljata naslednji trditvi
- - {\displaystyle F(\mathrm {id} _{X})=\mathrm {id} _{F(X)}\,\!} za vsak objekt {\displaystyle F(X)\epsilon D\,}
  - {\displaystyle F(g\circ f)=F(g)\circ F(f)\,}za vse morfizme {\displaystyle f:X\rightarrow Y\,\!} in {\displaystyle g:Y\rightarrow Z.\,\!}.

Kontravariantne funktorje imenujemo tudi kofunktorji.

### Bifunktorji in multifunktorji
Bifunktorje imenujemo tudi binarne funktorje. To so funktorji dveh argumentov.
Multifunktorji so posplošitev pojma funktor na {\displaystyle n\,}.

## Zgledi
Naštetih je nekaj zgledov funktorjev:
- Konstantni funktor: Funktor, ki preslika ({\displaystyle C\to D\,}) vsak objekt iz {\displaystyle C\,} v fiksni objekt {\displaystyle X\,} v {\displaystyle D\,}.
- Endofunktor je funktor, ki preslika kategorijo v sebe.
- Identični funktor preslika objekt v sebe in morfizem v sebe.
- Diagonalni funktor, ki je definiran kot funktor s preslikavo iz {\displaystyle D\,} v funktorsko kategorijo {\displaystyle D^{C}\,}, ki vsakemu objektu v {\displaystyle D\,} priredi konstantni funktor temu objektu.